# Палямбелско неолитно селище
Палямбелското неолитно селище (на гръцки: Νεολιθικός οικισμός Παλιαμπέλων) е неолитно селище край пиерийското село Палямбела (Лозяно), Гърция, съществувало около 1500 години от 6000 до 4500 година пр.н.е.
Палямбела е разположено сред невисоки хълмове между планината Голен (Колона) на юг и голямата Ениджевардарска равнина на север. Те са близо до бреговете на Солунския залив на изток и от река Бистрица (Алиакмонас) на север.
Палямбелското селище е споменато за първи път от археолога Димитриос В. Граменос, който описва праисторически обекти в района. Въз основа на някои диагностични повърхностни находки обектът е датиран в епохата на неолита (6500 – 4000 г. пр.н.е.). Мястото е посетено от няколко изследователи, но съществената стъпка за началото на археологическото проучване е направена с обявяването на неолитното селище за археологически обект през 1995 година от археолозите Матеос Бесиос и Мария Папа. В 1999 година Костас Коцакис с екип от Солунския университет и Шефилдския университет извършват тестово проучване на повърхността на мястото на праисторическото селище.
Въз основа на повърхностни находки изглежда, че мястото е било обитавано от около хилядолетие и половина – от 6000 до 4500 година пр.н.е. – през периода на неолита. Геофизичните проучвания показват, че през късния неолит (около 4500 г. пр.н.е.) селищната могила е била заобиколена от система от заграждения и ровове по модела на неолитната култура „Димини“. Дебелината на археологическите пластове е средно 1 – 1,5 m (на места до 5 m), а размерът на селището, изглежда, обхваща целия хълм с акцент върху върха и западната част на могилата. Спорадични находки показват активност и към края на бронзовата епоха (XIII – XII век пр.н.е.) и през византийския период (VI – XIV век сл.н.е.). Въпреки това най-обширните находки очевидно принадлежат на неолитното селище.
В 1966 година археологическият обект е обявен за паметник на културата.